# Jaume el Just (sant)
Jaume conegut com a Jaume el Just o Jaume, germà del Senyor (Natzaret?, ? - Jerusalem, 62 dC) fou, segons el Nou Testament, un dels germans de Jesús de Natzaret i el líder de la comunitat cristiana de Jerusalem després de la partida dels apòstols de Jesús. Cal no confondre Jaume el Just amb els apòstols Jaume el Menor i Jaume el Major. Hegesip, cap al 180, l'anomena Jaume el Just a més de referir-s'hi com «Jaume, el germà del Senyor». És venerat com a sant per diferents confessions cristianes.

## Ascendència
En l'Evangeli segons Mateu s'anomena la seva família, ja que tot parlant sobre Jesús se cita que la gent de Galilea deia: 
| «             | 55 ¿No és el fill del fuster? La seva mare, ¿no és aquella que es diu Maria? Els seus germans, ¿no es diuen Jaume, Josep, Simó i Judes? 56 I les seves germanes, ¿no viuen totes entre nosaltres? D'on li ve, tot això? | » |
| — Mt 13:55-56 | |   |

## Biografia
Se'n desconeix qualsevol dada de la seva biografia fins després de la mort del seu germà Jesús, quan sant Pau afirma que «7 Després [que Jesús de Natzaret hagués ressuscitat] es va aparèixer a Jaume i, més tard, a tots els apòstols» (1Co 15:7).

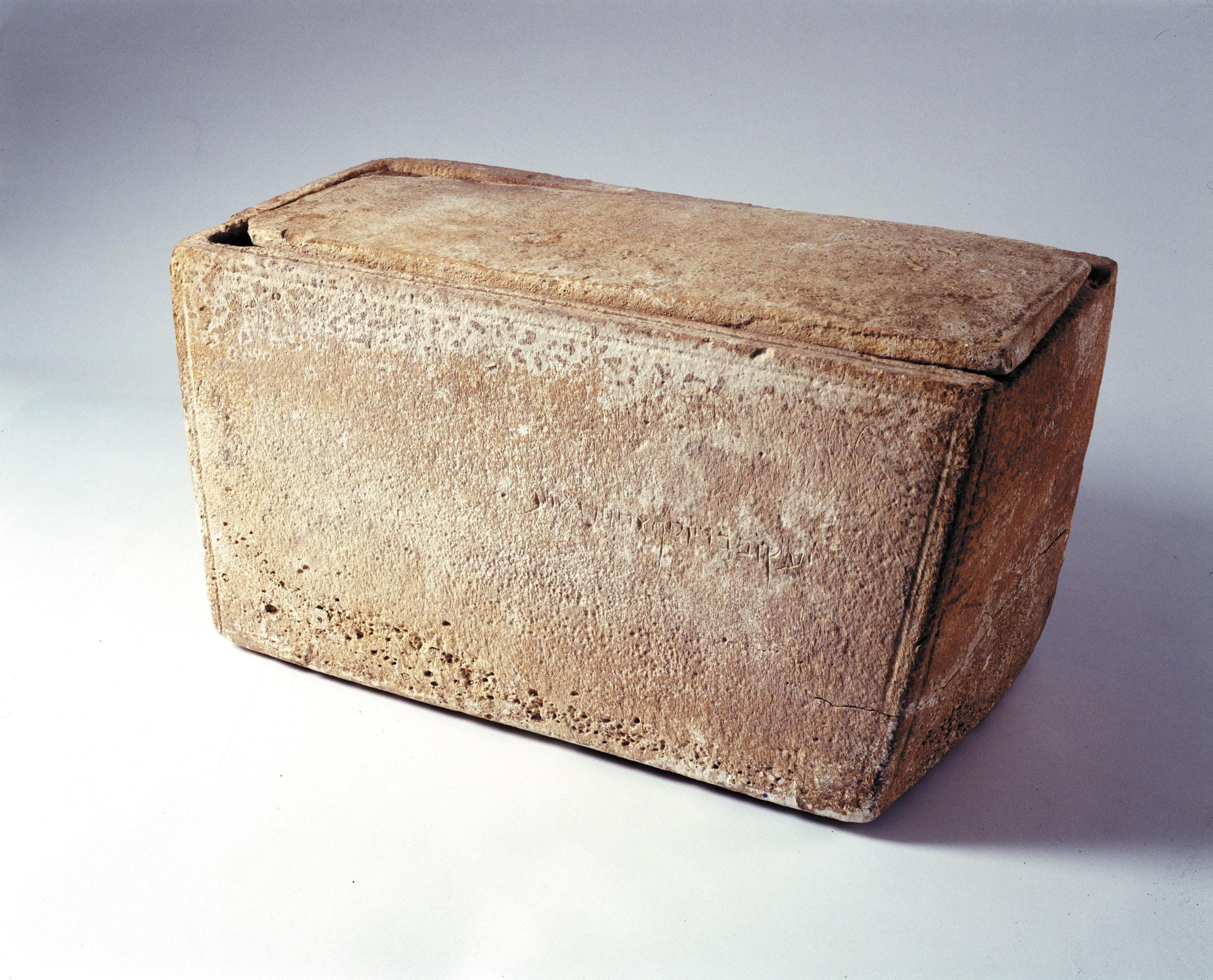
Pretès ossari de Jaume el Just, publicat el 2002; la inscripció hebraica «Jaume, fill de Josep, germà de Jesús», que era el primer testimoni no literari de l'existència real de Crist, va resultar ser una falsificació moderna. Tot i això, mentre no es va descobrir, es va exposar en diversos llocs i va donar peu a interpretacions, documentals i publicacions que donaven la troballa com autèntica.

Quan els apòstols van escampar-se pel món a predicar l'Evangeli, Jaume actuà com a líder de la comunitat judeocristiana de Jerusalem que practicaven escrupolosament la Llei de Moisès. Va rebre la visita de sant Pau en una ocasió, tal com es relata al llibre dels Fets dels Apòstols: «18 L'endemà, Pau va anar amb nosaltres a casa de Jaume, on s'havien reunit tots els qui presidien la comunitat» (Ac 21:18).
Jaume serà el dirigent únic de la comunitat de Jerusalem des que sant Pere abandona la ciutat, l'any 43 o 44, fins que mor lapidat l'any 62 segons l'historiador jueu Flavi Josep en la seva obra Antiguitats judaiques on cita:
| «                                               | Ananies era un saduceu sense ànima. Va convocar astutament al Sanedrí en el moment propici. El procurador Fest havia mort. El successor, Albí, encara no havia pres possessió. Va fer que el sanedrí jutgés Jaume, germà de Jesús, qui era anomenat Crist, i a alguns altres. Els va acusar d'haver transgredit la llei i els va entregar perquè fossin apedregats | » |
| — Flavi Josep. Antiguitats judaiques, XX, ix, 1 | |   |

## Festivitat
La seva festa és celebrada en diferents dies segons les diferents esglésies cristianes:
- 1 de maig, Església Anglicana
- 3 de maig, Església Catòlica
- 23 d'octubre, esglésies luteranes
- 25 d'octubre, Església Ortodoxa